# ۵۱۴ (میلادی)
۵۱۴ (میلادی) پانصد  و چهاردهمین سال تقویم میلادی است.

## درگذشتگان
‎